# Let’s Eat Grandma
Let’s Eat Grandma — британский экспериментальный поп-дуэт, состоящий из друзей детства Ро́зы Джу́элл Уо́лтон (англ. Rosa Jewel Walton, мононимный псевдоним вне дуэта — «Rosa Walton») и Дже́нни Лью́ис Хо́ллингворт (англ. Jenny Louise Hollingworth). Был основан в 2013 году без намёков на «серьёзность» песен, так как изначально создан участницами лишь «для себя». Дебютный студийный альбом под названием I, Gemini (рус. Я, Близнецы) был выпущен 17 июня 2016 года под лейблом Transgressive Records. В последующем были выпущены альбомы I'm All Ears (рус. Я навострила уши; 2018) и Two Ribbons (рус. Две ленточки; 2022), последний из которых был признан лучшим альбомом дуэта по оценкам критиков. Свой жанр подруги характеризируют как «экспериментальный сладж-поп».
Роза Уолтон и Дженни Холлингворт выросли в городе Норидж, находящемся в Восточной Англии. Их знакомство произошло в возрасте четырёх лет в подготовительном классе, который они посещали. В тринадцать лет они начали заниматься музыкой. Вначале они занимались этим в качестве развлечения, а первые песни носили шуточные названия такие как «The Angry Chicken» и «Get That Leg Off the Banister». Название группы основано на грамматической шутке, иллюстрирующей необходимость верного употребления запятых (ср. Let’s Eat, Grandma в переводе с англ. — «Пойдём поедим, бабушка» и Let’s Eat Grandma в переводе с англ. — «Давай съедим бабушку»). Роза и Дженни снимали видео к своим песням и выступали в пределах Нориджа. Позже их заметил музыкант Киран Леонард, и помог им привлечь внимание звукозаписывающих компаний.
Выход дебютного альбома под названием I, Gemini состоялся 17 июня 2016 года под лейблом Transgressive Records. Альбом получил положительные отзывы от таких изданий как NME, The Guardian, а журнал NME также включил его в свой список «50 лучших альбомов 2016 года».
29 июня 2018 группой был выпущен второй альбом под названием I’m All Ears. Альбом заслужил признание музыкальных критиков и получил премию Q Awards в номинации «Лучший альбом».
29 апреля 2022 года вышел третий альбом под названием Two Ribbons.
Роза Уолтон спродюсировала саундтрек для вселенной Cyberpunk 2077 под названием «I Really Want to Stay at Your House» («Я очень хочу остановиться у тебя дома»), которая впоследствии была добавлена в выпущенный в 2022 году аниме-сериал «Киберпанк: Бегущие по краю».

## Дискография
Студийные альбомы:
- 17 июня 2016 — «I, Gemini[англ.]»
- 29 июня 2018 — «I’m All Ears[англ.]»
- 29 апреля 2022 — «Two Ribbons[англ.]»
- 28 октября 2022 — «Half Bad: The Bastard Son & The Devil Himself (Original Soundtrack)»

Мини-альбомы:
- 26 июля 2019 — «Soundtrack to Dark Continent: SEMIRAMIS»

Синглы:
- 28 сентября 2022 — «Give Me A Reason» (из делюкс-версии к альбому «Two Ribbons»)

Участие в совместных работах::
- 28 февраля 2020 — Марика Хакман — «blow (Rosa Let's Eat Grandma Rework)» совместно с Let's Eat Grandma

- 31 мая 2024 — Bad Omens — «JUST PRETEND (CREDITS)» совместно с Let's Eat Grandma и Chief